# 山本章博
山本 章博（やまもと あきひろ、1961年 - ）は、日本のAI研究者。
京都大学大学院情報学研究科教授、 京都大学国際高等教育院 副院長 /同附属データ科学イノベーション教育研究センター長。
専門は知能情報学の基礎理論、特に数理論理学を利用した機械学習理論の研究を行ってきた。近年は離散数学の機械学習への応用を中心に研究を行っている。人工知能学会、情報処理学会、日本ソフトウェア学会各会員。

## 来歴
1985年 - 京都大学理学部卒業。1987年 - 九州大学大学院総合理工学研究科修士課程修了。
1990年 - 九州大学大学院総合理工学研究科博士後期課程修了． 理学博士。
1990年 - 北海道大学工学部講師。1994年 - 北海道大学工学部助教授。
2003年 - 京都大学大学院情報学研究科教授。2015年-2018年 - 京都大学大学院情報学研究科長。
2018年 - 京都大学国際高等教育院附属データ科学イノベーション教育研究センター長（併任）。